# L'Omino Bufo
L'Omino Bufo è una striscia a fumetti ideata e disegnata da Alfredo Castelli dal 1972 al 1976 e poi da Francesco Artibani negli anni novanta, originariamente ideata e pubblicata per colmare uno spazio rimasto vuoto per un errore tecnico sul Corriere dei Ragazzi; guadagnò presto il gradimento dei lettori tanto da continuare a essere pubblicata fino alla chiusura del settimanale nel 1976 e successivamente su altre testate.

## Storia editoriale
(prima striscia (1972))
La serie di strisce a fumetti esordì nel 1972 sul settimanale Corriere dei ragazzi; Castelli era un giovane redattore tuttofare che, tra le varie cose, curava diverse rubriche e revisionava testi; all’inizio del 1972, mentre verificava le pellicole della rivista prima di mandarle in stampa, si accorse che si era staccata la testata della rubrica delle barzellette dei lettori e, per evitare che venisse pubblicata così com'era, disegnò direttamente sulla pellicola una striscia a fumetti con una semplice battuta; né l'autore né tantomeno la redazione avevano dato importanza alla cosa ma, dopo la pubblicazione, incominciarono ad arrivare lettere di apprezzamento oltre a suggerimenti per altre battute sul genere della prima pubblicata, spesso corredate da una striscia disegnata con lo stesso stile approssimativo. Così, nel n. 14 del 2 aprile 1972, venne pubblicata una rubrica di due pagine con fumetti realizzati dai lettori nello stesso stile della prima di Castelli con un avviso in apertura volutamente sgrammaticato: «I disegnattori e gli seneggiattori di Tilt sono in siopero, perciò la rubbrica è stata affidata a dei pitori che disegnavano santini sui marciappiedi»; l'esperimento venne ripetuto nel 1972 altre due volte, in un numero di agosto e in uno di dicembre; dal 1973 la nuova rubrica venne pubblicate su ogni numero del settimanale e, inoltre, il personaggio dell’Omino Bufo venne inserito in altre pagine del settimanale senza una precisa logica a corredo di rubriche di diverso genere. Dopo la chiusura del settimanale, nel 1976, il personaggio venne ripreso nel 1984 sul mensile di Lupo Alberto della Editoriale Corno e, nel 1992, sul mensile Cattivik della ACME dove vennero ristampate alcune delle prime strisce e ne vennero pubblicate di nuove ideate sia da Castelli, che si firmava come il "Pitore di Santini", che altre ideate dai lettori; durante gli anni novanta la serie venne realizzata da Francesco Artibani che mantenne lo pseudonimo di Castelli e portò avanti la produzione fino al 2001. Nel 2005 la casa editrice Coniglio Editore ha pubblicato una monografia sui 33 anni del personaggio, L'omino bufo. 33 anni per niente!.
Tutta la produzione venne poi raccolta in due volumi pubblicati dalla Panini nel 2013 e nel 2014: L'Omino Bufo. L'integrale e L'Omino Bufo. L'integrale 2: al paggio non c'è mai fine" che raccolgono tutte le 378 strisce realizzate da Alfredo Castelli (1-52) e da Francesco Artibani (53-378) pubblicate in origine su Lupo Alberto e Cattivik dal 1984 al 2001, compresi alcuni fuori serie come L'oroscopo dell'Omino Bufo e Martin Mystère Bufo.

## Caratteristiche
Per sua stessa ammissione Castelli non è un buon disegnatore, per cui il fumetto si presenta sin dal tratto come una parodia del mezzo d'espressione utilizzato: disegno infantile e sgangherato, lettering scomposto, vignette accatastate e imprecise. L'andamento metanarrativo è poi accentuato dalla struttura ricorrente della striscia: nelle prime vignette viene introdotto figurativamente un gioco di parole decisamente discutibile, nell'ultima c'è lo svelamento nonsense e una sdrammatizzante esplosione di commenti in stile "che bufo! che bufo!" (tormentone); spesso personaggi al di fuori della storia o complementari ad essa passeggiano liberamente per le vignette commentandole o anticipandone gli esiti. L'uso della lingua è tra il paradossale e lo sgrammaticato, tuttavia regolato da una stabile sintassi dell'errore; l'aggettivo "bufo" viene applicato a pressoché qualunque cosa, fino a configurare una sorta di totalizzante universo "bufo" dove tutto risponde a logiche incongruenti e parossistiche.
L'autore della serie è un immaginario "pittore di santini", più volte menzionato all'interno del fumetto ma col tempo gli stessi lettori sono diventati la fonte dei testi delle strisce (che risultano dunque co-firmate con il loro nome e cognome).

## Riconoscimenti
Mostre
- Mostra durante il Lucca Comics & Games nel 2002 in occasione dei 30 anni.[3]
- "I quarant’anni dell’Omino Bufo il famoso personaggio di Alfredo Castelli" : mostra dal 17 al 24 novembre 2012 nel palazzo comunale di San Giovanni in Persiceto (BO).[3]